# Лемішенко Вероніка Юріївна
Вероніка Юріївна Лемішенко (нар. 21 березня 1989, Харків) — українська музикантка (арфа), лауреат міжнародних конкурсів, громадський діяч, музичний менеджер, педагог.

## Біографія
Народилась у місті Харків. Батьки Вероніки є поціновувачами музичного мистецтва, тому концерти дівчинка відвідувала з дитинства, а її перше знайомство з арфою відбулося у трирічному віці. Навчалась у Харківському Державному музичному ліцеї ,клас викладача Лариси Клєвцової (Україна, випуск 2007 року), Академії музики ім. Гнесіних, клас викладача Мільди Агазарян (РФ, випуск 2014 року), у 2015 році закінчила курси старовинної музики в Scuole Civice di Milano, клас професора Mara Galassi (Італія) та у 2023 році отримала Міжнародний сертифікат арфового виконавства та дослідництва, клас професорів Oscar Rodrigues Do Campo та Mara Diniello (Аргентина). У 2014 році заснувала проект «Арфові Барви» / «Glowing Harp» у Харкові, Україна, разом зі своєю першою викладачкою Ларисою Клєвцовою. У 2018 році було започатковано «Благодійний фонд Вероніки Лемішенко». З 2012 року Вероніка Лемішенко обіймала посаду концертмейстера групи арф Уральского академічного філармонічного оркестру. 24 лютого 2022 року, відразу після початку російського вторгнення в Україну артистка негайно виїхала з Російської федерації. Вероніка Лемішенко– солістка Національного симфонічного оркестру України (НСОУ) , Хорватської національної опери (HNK Osijek). Запрошений викладач Арфового відділення Королівської консерваторії Бірмінгему (Великобританія).

## Творчість
Вероніка Лемішенко — лауреат міжнародних конкурсів в Уельсі, Франції, Іспанії, Україні, Чехії, Болгарії, Греції, та Сінгапурі.
Запрошена артистка міжнародних музичних фестивалів «La Folle Journee» and «Camac Festival» у Франції, «HarpMasters Festspiele» у Швейцарії, «Vienna Harp Days» and «Arpa GRAZiosa» в Австрії, «Lisboa Harp Seminar» в Португалії, «Arpa Viggianes» в Італії та «Midwest TN Harpfest» у Сполучених Штатах Америки.
Як солістка та музикант оркестру грала у таких залах як Королівська Академія музики (Велика Британія), Берлінська філармонія (Німеччина), Віденський Концертхаус (Австрія), Паризька філармонія (Франція), Театр La Fenice (Італія), Рудольфінум (Чехія), Еспланада (Сингапур) Культурному центрі Ататюрка (Туреччина) та багатьох інших.
В 2016 році музикантка записала свій перший сольний компакт диск, а в 2020 році вийшов її черговий компакт диск «Harp Recital». В 2017 була запрошена до участі в записі диска французької арфістки Шанталь Матье. У 2024 році планується запис нового альбому з творами українських композиторів, грант надано фондом Олега Прокоф'єва. У записі разом з Веронікою візьмуть участь Анна Воронова (арфа), Дмитро Удовиченко (скрипка) та Максим Римар (віолончель).

## Благодійність та творчі проекти
Вероніка Лемішенко є засновницею та художньою керівницею міжнародного арфового конкурсу та фестивалю Арфові Барви. Цей міжнародний арфовий проект заснований у Харкові., у 2014 році. Проект включає в себе конкурс, фестиваль, майстер-класи, концерти та інші музичні заходи.
У 2018 році Вероніка заснувала іменний благодійний фонд, метою якого була підтримка українських музикантів та композиторів. Після початку повномасштабної війни її благодійний фонд зосередився на допомозі українцям, які постраждали внаслідок російської агресії в Україні
У 2022 році створила громадську спілку «Арфопростір» з метою об'єднання та підтримки молодого покоління арфістів України.
Разом зі всесвітньо відомою арфісткою Флоренс Сітрук є засновницею фестивалю «Ukrainian Harp Festival — in Exile».
Музикантка — член Ради директорів Всесвітнього арфового конгресу (World Harp Congress) та Міжнародної спілки Музичних конкурсів (EMCY).
Вероніка багато співпрацює з сучасними композиторами: Євген Андрєєв, Валерій Антонюк (Україна) Paul Patterson, Paul Mitchell-Davidson (Великобританія), що присвячують арфістці свої композиції.
Вероніка Лемішенко є артисткою компанії «Les Harpes Camac»
Артистка проводить майстер-класи та лекції у Великобританії, Європі, Азії, Сполучених Штатах Америки.